# Till Folkets park
Till Folkets park är ett studioalbum från 1987 av det svenska dansbandet Thorleifs.  Albumet placerade sig som högst på 38:e plats på den svenska albumlistan.
Albumet släpptes också på CD  och MK. 

## Låtlista

### Sida A
1. "Till Folkets park"
2. "På röda rosor faller tårar" ("Auf rote Rosen fallen Tränen")
3. "Allt jag vill ha"
4. "Sista visan"
5. "Ner mot havet" ("You Want Love")
6. "Ung och evig"
7. "Stjärna stjärna"

### Sida B
1. "Lördans" ("Lördanspiing")
2. "Aldrig nå'nsin (glömmer jag dig)"
3. "Det skall komma en morgon"
4. "Lucky Luke"
5. "Så länge mina ögon ser"
6. "Vänner"
7. Swing'n Rock-potpurri
  1. "In the Mood"
  2. "Bye Bye Blackbird"
  3. "American Patrol"
  4. "A String of Pearls"
  5. "Take the "A" Train"
  6. "Rock Around the Clock"
  7. "Blue Suede Shoes"
  8. "See You Later Alligator"
  9. "Chattanooga Choo Choo"
  10. "In the Mood"

## Listplaceringar
| Lista (1987) | Topplacering |
| ------------ | ------------ |
| Sverige      | 42           |

### Fotnoter
1. ↑  ”Svensk mediedatabas”. http://smdb.kb.se/catalog/id/001891225. Läst 15 maj 2011.
2. ↑  ”Thorleifs”. Arkiverad från originalet den 17 augusti 2010. https://web.archive.org/web/20100817231910/http://www.thorleifs.se/sidor/Skivor/lp-skivor19782aurora.html. Läst 15 maj 2011.
3. ↑  ”Svensk mediedatabas”. http://smdb.kb.se/catalog/id/001529217. Läst 15 maj 2011.
4. ↑  ”Svensk mediedatabas”. http://smdb.kb.se/catalog/id/001462992. Läst 15 maj 2011.
5. ↑  Listplacering